# Эльфрингхаузен

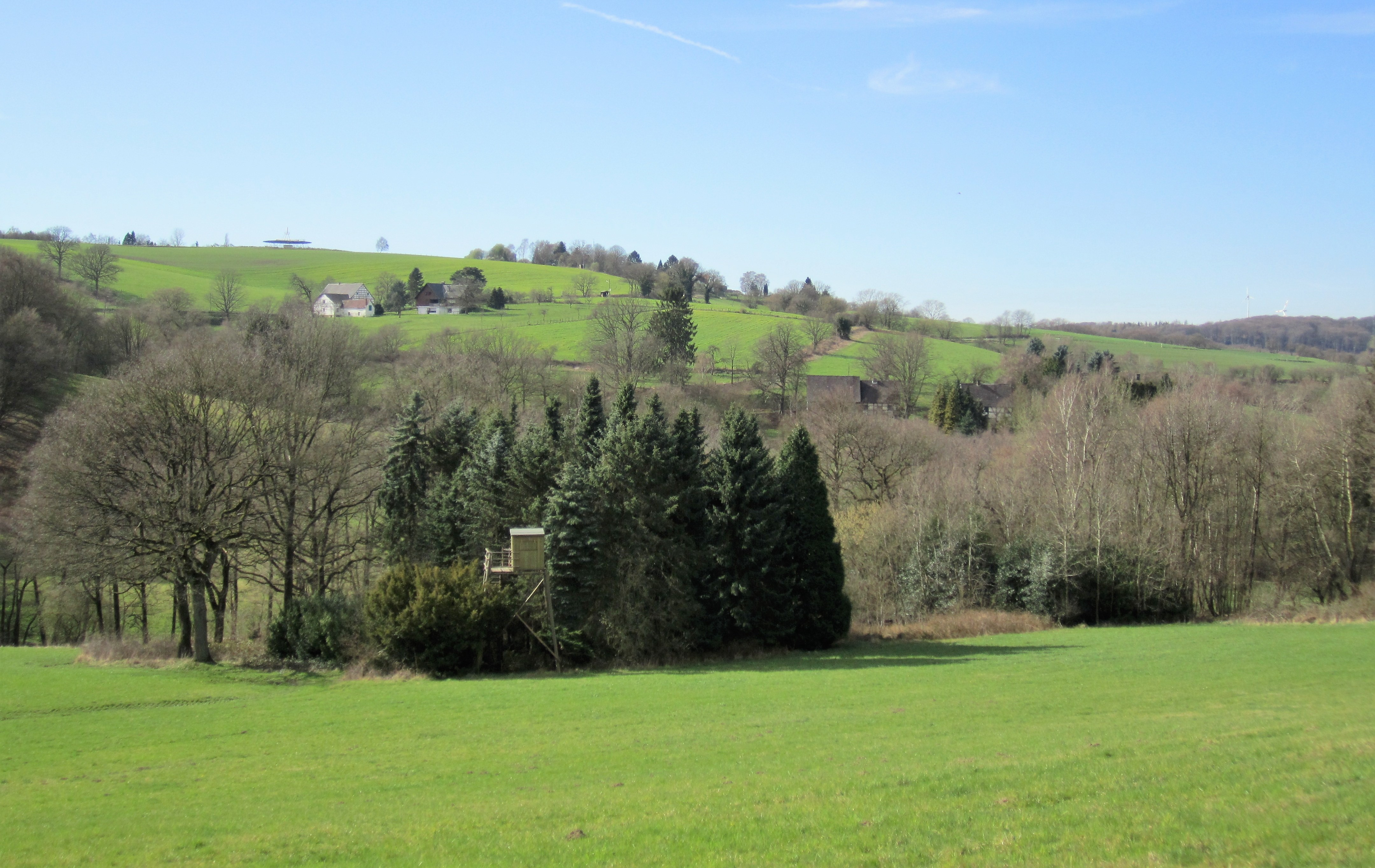
Оберэльфрингхаузен в долине Фельдербаха

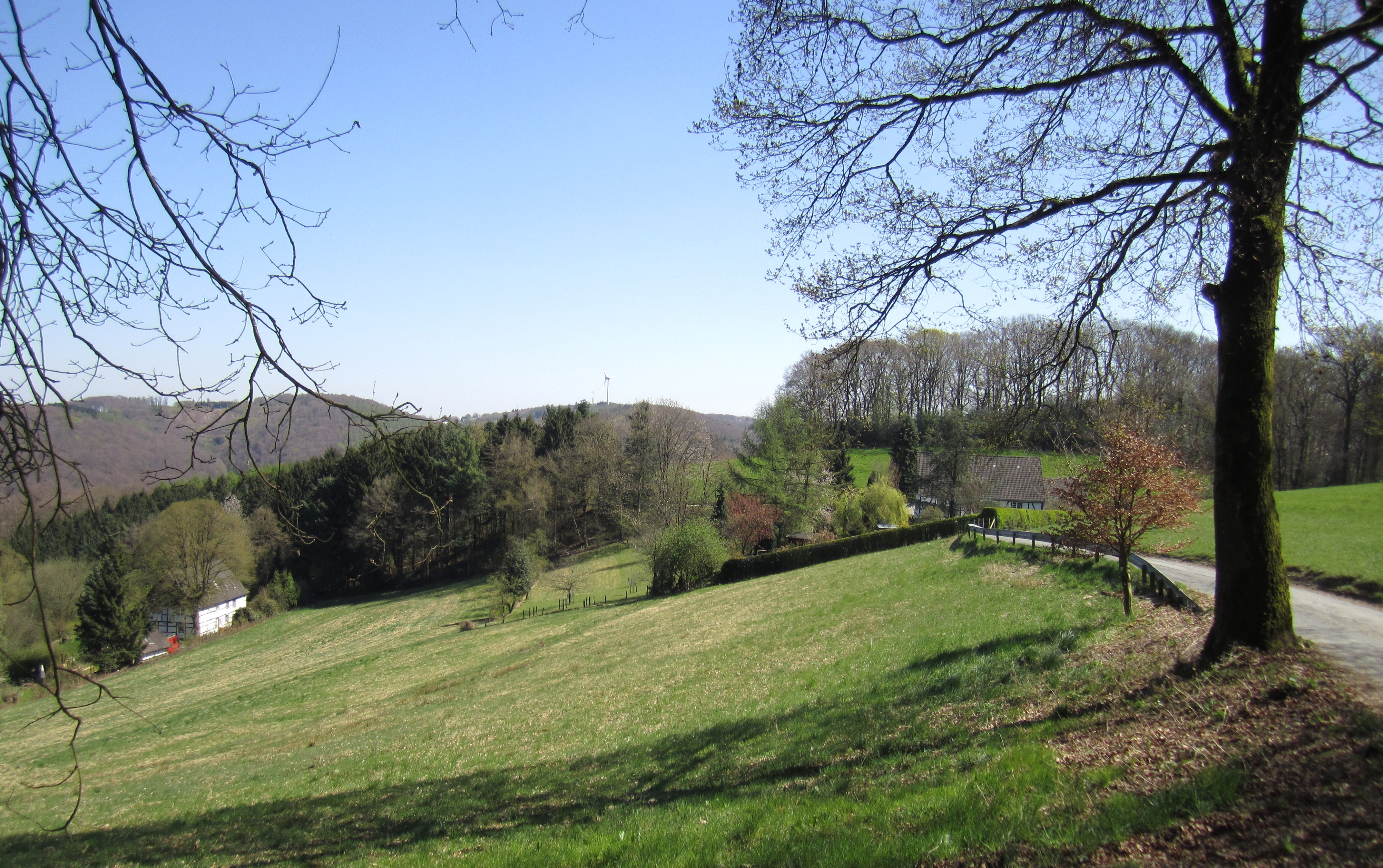
Высокая дорога в Нидерэльфрингхаузене

Эльфрингхаузен (нем. Elfringhausen) — административная часть на юге города Хаттинген (район Эннепе-Рур), Северный Рейн-Вестфалия, Германия. Эльфрингхаузен расположен в исторической пограничной полосе между Бранденбургской Вестфалией м и Бергишской страной, на месте ранее существовавших отдельных общин Нидерэльфрингхаузен (5.51 кв. км) и Оберэльфрингхаузен (7.25 кв. км.).

## История
Крестьянское хозяйство Эльфрингхаузен впервые документально упоминается в 1253 году, но учёные считают, что в действительности оно древнее на 400 лет, когда эти территории стали осваиваться сакскими переселенцами. Будучи язычниками, древние германцы оказались на территориях, где среди тёмных глубоких долин бродили серые туманы и на их фоне рождались легенды о ночных хороводах эльфов, или «кольцах» эльфов. Это один из вероятных топонимических ответов на вопрос о названии Эльф-Ринг-Хаузен (Эльфы-Кольца-Дома). В 30-е годы XX века в этом районе, юго-западнее двора Линденхоф (упоминаемого ещё под 1005 годом) было обнаружено обширное древнее городище с двойными насыпными валами. Среди находок внутри городища известно каменное рубило, которому примерно 4000 лет.

### Средние века
1200 лет назад Эльфрингхаузен представлял из себя глухомань на границе между франкским королевством на западе и Саксонией на востоке. Территория была покрыта девственными тёмными хвойными лесами на водоразделе между рекой Рур на севере и Вуппером на юге. Современный ручей Фельдербах, рассекающий этот район глубокой долиной тогда назывался Полевым ручьём (Фарнтрапа). Первое документальное упоминание относится к 17 марта 837 года, когда некто Ерп, сын Альдрика из Верденского аббатства подписал дарственную для корчевания леса Ванесвальд между ручьями Подребеки (ныне Порбекке) и Фарнтрапа. Расчистка леса у поселения Фарентраппе началась ещё до 800 года, когда здесь поселился сакс Эльфрид с родственниками и заложил первый сруб. Отсюда первоначально единственная дорога уводила девственным лесом на север в долину Рура к Хаттингену и называлась Зелёной, или Церковным путём.
В 1005 году в Эльфрингхаузен входило уже шесть облагаемых налогами усадеб: Хюксель, Фарентраппе, Хазельбек, Лифтерхоф, Кюльз и Линденхоф. Они относились к 21 подворью имперского двора Хаттинген, который император Генрих II подарил примерно в это же время аббатству Дойц. Позже эта территория отошла к графству Марк и лишь несколько ленов (феодов) остались в распоряжении монастыря Верден. В документе 1328 года упоминается дворянин Арнольд де Эльфринхюзен. Согласно налоговой книге графства Марк от 1486 года сельская община Эльфринкхюзен относилась к учреждению Бланкенштайн, церковному управлению и судебному собранию Хаттингена и имело 24 подлежащих налоговому обложению сельских хозяйств со взиманием от 0.5 до 5 золотых рейнских гульденов.

### Новое время
После ликвидации французской оккупационной властью графства Марк в 1807 году, Нижний и Верхний Эльфрингхаузен были переведены до 1824 года под административное управления Шпрокхёфеля (с 1815 года эта территория стала уже частью Пруссии, её провинции Вестфалия). С 1825 года территория поселений оказалась под административным управлением Хаттингена, оставаясь отдельными общинами Нижний Эльфрингхаузен и Верхний Эльфрингхаузен. Согласно переписи населения, наибольшее количество жителей в этих населённых пунктах проживало в 1858 году (417 и 670 человек в каждом). Но в последующие десятилетия население постоянно сокращалось из-за переезда семей в соседние регионы, где жилищные условия и условия труда были лучше. Кроме земледелия, скотоводства и лесного хозяйства местные жители занимались также кустарным кузнечным промыслом (ковали гвозди и другие мелкие изделия из железа). С 1822 года среди надомников впервые регистрируются ткачи-ленточники. В 1961 году в Эльфрингхаузене ещё работали 29 ткачей на 63 станках.

### Школа, церковь и союзы

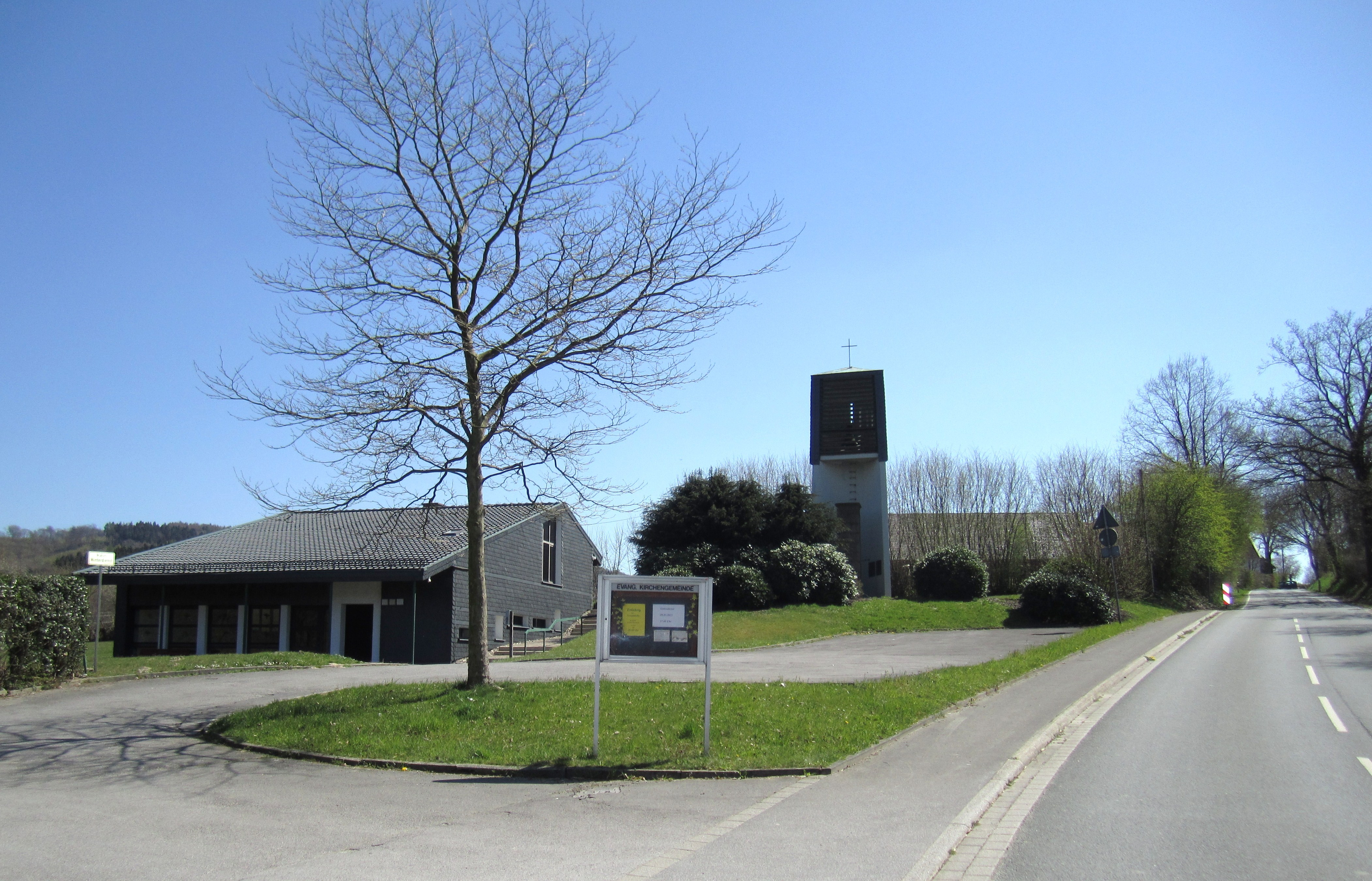
Евангелическая часовня Эльфрингхаузена.

Уже до 1700 года в Ауерхофе существовала начальная церковно-приходская школа. Позже открылась школа в Лифтеркампе, перестроенная в 1821 году. До 1908 года она действовала как евангелическая народная школа, а потом как общественная народная школа. Она была перестроена в 1962 году, а в 1968 году закрылась из-за экономической нецелесообразности.
Жители Эльфрингхаузена в своём абсолютном большинстве являются лютеранами и со средневековья принадлежат к Хаттингенскому церковному округу. Только несколько семей южной части Верхнего Эльфрингхаузена из-за удалённости от Хаттингена присоединились позже к лютеранской церкви Герцкампа. В 1899 году для всех хуторов Эльфрингхаузена был назначен штатный приходской священник. С целью упорядочения похоронного дела в 1896 году был основан частный кладбищенский союз (Шпарферайн), а в 1900 году в Эльфрингхаузене торжественно открыто кладбище. Гораздо позже (1964 год) появилась своя евангелическая часовня, а в 1984 году открыт общинный дом.
Союз защитников Эльфрингхаузена просуществовал с 1871 по 1945 год. Спортивный союз SSV Пруссия был основан в 1953 году (специализация — настольный теннис, член земельного Союза настольного тенниса). В 1967 году было утверждено объединение «Гражданский, краеведческий т транспортный союз Эльфрингхаузена и окрестностей».

### Части населённого пункта

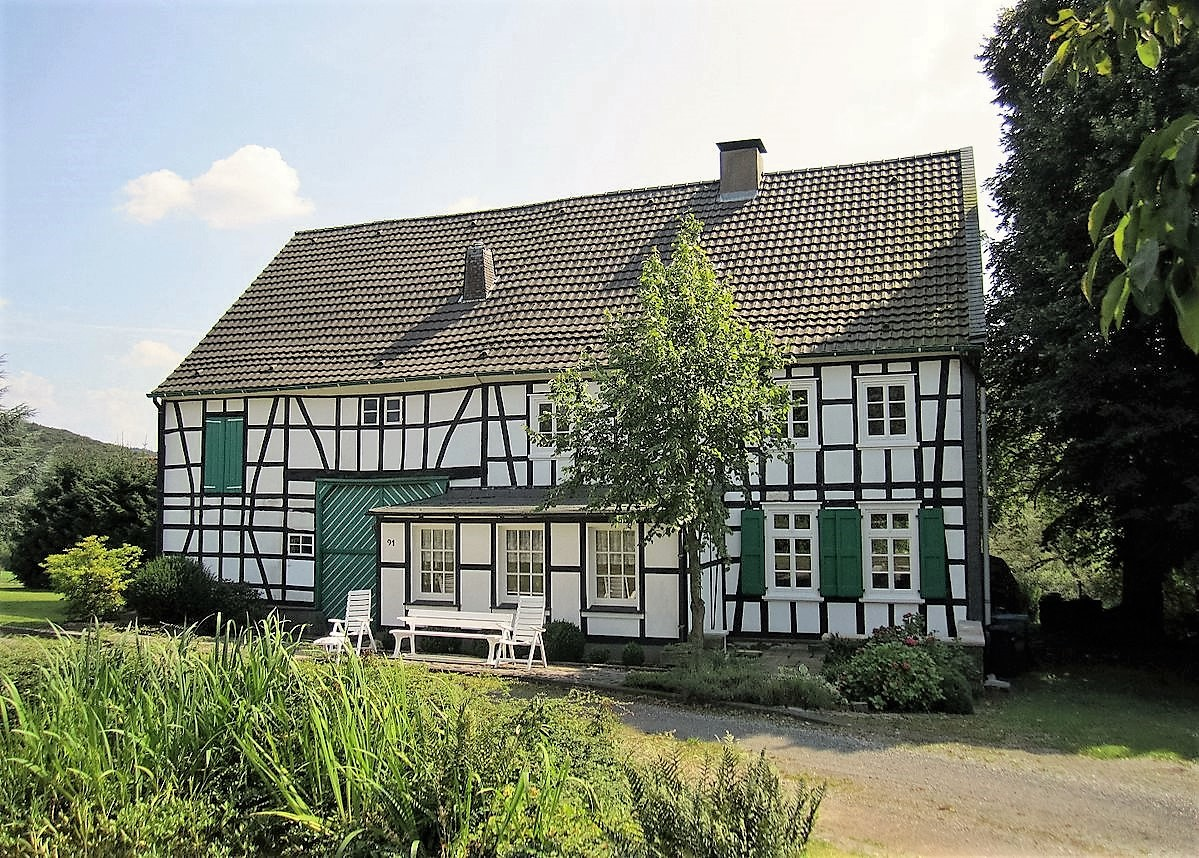
Памятник архитектуры Линденхоф

В конце 1969 года в Нижнем Эльфрингхаузене проживали 273 человека. Председателем местной общины был Гюнтер Швардтманн (1964—1969). В Верхнем Эльфрингхаузене проживали 461 человек, а председателем общины был Генрих Майвез (1952—1969). 1 января 1970 года обе общины были присоединены к Хаттингену. Ауерхоф и Линденхоф теперь являются охраняемыми памятниками архитектуры Хаттингена. Крупные мероприятия проходят в традиционном центре общины, как, например, в 2014 году, юбилейный 50-й народный праздник Эльфрингхаузена. На конец 2015 года в Нижнем Эльфрингхаузене насчитывалось 188 жителей, а в Верхнем Эльфрингхаузене — 361 житель.

## Инфраструктура
В Эльфрингхаузене с 1944 года существует добровольная пожарная команда, куда входит 29 жителей населённого пункта.

## Достопримечательности и возможности туризма
- Музей ткацкого производства ленты.
- Красоты ландшафтного природного комплекса под названием Эльфрингхаузенская Швейцария.

Между долинами Водан и Дайльбах для туристов проложены разнообразные маркированные туристские тропы, а местные гостиницы, рассеянные по хуторам, являются исходными пунктами для совершения пешеходных и велосипедных маршрутов. В Нижнем и Верхнем Эльфрингхаузене расположены ландшафтные заповедники «Нидербреденшайд/Эльфрингхаузен» и «Фельдербахталь/Паасбахталь/Дайльбахталь». На лугу вблизи хутора Фарентраппе сохранён вход в вентиляционный ствол старой, ныне неиспользуемой штольни Герцкамп, поскольку здесь в XIX веке велась добыча каменного угля (самая южная часть Рурского каменноугольного бассейна). Соответственно, по территории проложено несколько специализированных геологических туристских маршрутов.

## Личности

### Уроженцы
- Альбрехт Варентрапп (1375—1438). Один из крупных немецких учёных, работавший в университетах Праги, Лейпцига и Кёльна. Член соборного капитула[10] Льежа и секретарь императора Сигизмунда. С 1415 по 1418 год являлся участником Констанцского собора. С 1433 по 1435 год посланник (протонотарий) архиепископа Дитриха Кёльнского на Базельском соборе.
- Иоанн Петер Бемберг (1758—1838). Основатель всемирно известной фирмы «J. P. Bemberg» (производство искусственного шёлка).